# Golparro
Golparro (fl. XIII secolo) è stato un xograr galiziano della fine del XIII secolo.
Golparro sarebbe un soprannome che sta per "vecchia volpe". È autore di una cantiga de amigo, sul santuario di San Treeçon. 